# Gillingham Football Club 2020-2021
Questa voce raccoglie le informazioni riguardanti il Gillingham Football Club nelle competizioni ufficiali della stagione 2020-2021.

## Rosa
Aggiornata al 1º febbraio 2021
| N. |                             | Ruolo | Calciatore              |
| -- | --------------------------- | ----- | ----------------------- |
| 1  | Irlanda (bandiera)          | P     | Jack Bonham             |
| 2  | Irlanda del Nord (bandiera) | D     | Ryan Jackson            |
| 3  | Inghilterra (bandiera)      | D     | Connor Ogilvie          |
| 4  | Inghilterra (bandiera)      | C     | Stuart O'Keefe          |
| 5  | Inghilterra (bandiera)      | D     | Jack Tucker             |
| 6  | Inghilterra (bandiera)      | C     | James Morton            |
| 7  | Inghilterra (bandiera)      | C     | Matty Willock           |
| 8  | Inghilterra (bandiera)      | C     | Kyle Dempsey (capitano) |
| 9  | Inghilterra (bandiera)      | A     | Dominic Samuel          |
| 10 | Inghilterra (bandiera)      | C     | Jordan Graham           |
| 11 | Inghilterra (bandiera)      | C     | Olly Lee                |
| 12 | Francia (bandiera)          | P     | Sacha Bastien           |

| N. |                         | Ruolo | Calciatore        |
| -- | ----------------------- | ----- | ----------------- |
| 14 | Inghilterra (bandiera)  | D     | Robbie McKenzie   |
| 15 | Inghilterra (bandiera)  | A     | John Akinde       |
| 16 | Scozia (bandiera)       | C     | Alex MacDonald    |
| 17 | Inghilterra (bandiera)  | C     | Tyreke Johnson    |
| 19 | Inghilterra (bandiera)  | A     | Vadaine Oliver    |
| 20 | Inghilterra (bandiera)  | C     | Callum Slattery   |
| 21 | Irlanda (bandiera)      | C     | Thomas O'Connor   |
| 23 | Inghilterra (bandiera)  | C     | Henry Woods       |
| 25 | Inghilterra (bandiera)  | D     | Robbie Cundy      |
| 26 | RD del Congo (bandiera) | D     | Christian Maghoma |
| 29 | Inghilterra (bandiera)  | A     | Gerald Sithole    |
| 30 | Inghilterra (bandiera)  | D     | Harvey Lintott    |